# Костяновская, Рита Айзиковна
Рита Айзиковна Костяновская (1895—1919) — российская революционерка.
Родилась в 1895 году в местечке Городок Витебской губернии в семье Исаака (Айзика) Костяновского. Была старшей из 7 детей.
В 1904 году вместе с семьёй брата Михаила Исааковича Костяновского приехала в Челябинск. В это время её двоюродная сестра Соня Кривая устроила работать в аптеку Полонского помощницей провизора и познакомила с большевистским подпольем.
По поручению РСДРП(б) организовала переписку с политзаключёнными, вела политагитацию среди рабочих заводов Челябинска. В 1916 году распространяла революционные листовки. Наибольшей активности деятельность сестёр достигла тогда, когда власть на Урале и в Сибири перешла к колчаковскому правительству.
При захвате белочехами Челябинска спрятала документы из архива челябинского партийного комитета, благодаря чему значительное количество революционеров: Самуил Цвиллинг, братья Елькины избежали арестов и расстрела. В начале 1919 года направлена в Омск с заданием предупредить омских большевиков о предательстве эсера Образцова, который тайно проник в ряды партии, доносил на революционеров и положил начало арестам. Задание было выполнено, но в Омске на вокзале она была арестована. Дело Костяновской вёл начальник отдела контрразведки при штабе Колчака полковник Злобин. В августе 1919 года расстреляна.
Именем Костяновской была названа улица в Челябинске, она проходила параллельно улице её двоюродной сестры — революционерки Сони Кривой, но при хрущёвской застройке города улицу Риты Костяновской снесли.